# Noel Chama
Noel Ali Chama Almazán (* 15. September 1997 in Chimalhuacán, Bundesstaat México) ist ein mexikanischer Geher.

## Sportliche Laufbahn
Noel Chama bestritt im Jahr 2012 seine ersten Wettkämpfe im Gehen gegen die nationale Konkurrenz. Im Jahr darauf folgte der erste Wettkampf gegen internationale Konkurrenz in Kolumbien. 2014 trat Chama in der Heimat bei den U18-Meisterschaften Zentralamerikas und der Karibik an und konnte den Wettkampf über 10.000 Meter mit Bestzeit von 42:45,24 min zu gewinnen. Später im August nahm er an den Olympischen Jugendspielen in Nanjing teil, wobei er abermals seine Bestleistung steigern konnte. Mit seiner Zeit von 42:14,11 min konnte er die Bronzemedaille gewinnen. 2016 qualifizierte er sich für die U20-Weltmeisterschaften in Bydgoszcz, bei denen er den siebten Platz belegte. 2017 bestritt Chama dann seine ersten Wettkämpfe über die 20-km-Distanz der Erwachsenen. Bis 2018 steigerte er sich auf eine Bestzeit von 1:21:55 h. 2019 nahm Chama zum ersten Mal an den Mexikanischen Meisterschaften teil, konnte den Wettkampf über 10.000 Meter allerdings nicht beenden. Zwei Jahre später konnte er bei den Mexikanischen Meisterschaften die Bronzemedaille gewinnen. Im März 2021 steigerte er sich in der Slowakei auf eine Bestzeit von 1:20:23 über 20 km und qualifizierte sich damit für die Olympischen Sommerspiele in Tokio. Anfang August ging er bei den Spielen an den Start, bei denen die Gehwettbewerbe in Sapporo ausgetragen wurden. Nach 1:28:23 h erreichte Chama bei seinem Olympiadebüt als 38. das Ziel.
2023 trat Chama Anfang Juli bei den Zentralamerika- und Karibikspielen in El Salvador an. Dort konnte er über 20 km die Bronzemedaille gewinnen. Zwei Wochen später startete er in Budapest erneut bei den Weltmeisterschaften an. Dort belegte er über 20 km den 25. Platz. 2024 trat Chama in Paris erneut bei den Olympischen Sommerspielen an. Nach Platz 38 drei Jahre zuvor bei seinem Olympiadebüt, landete er diesmal auf dem 13, Platz über die 20-km-Distanz.

## Wichtige Wettbewerbe
| Jahr               | Veranstaltung                                  | Ort                | Platz              | Disziplin          | Zeit               |
| Startet für Mexiko | Startet für Mexiko                             | Startet für Mexiko | Startet für Mexiko | Startet für Mexiko | Startet für Mexiko |
| ------------------ | ---------------------------------------------- | ------------------ | ------------------ | ------------------ | ------------------ |
| 2014               | U18-Zentralamerika- und Karibikmeisterschaften | Morelia            | 1.                 | 10.000 m Bahngehen | 42:45,24 min       |
| 2014               | Olympische Jugendspiele                        | Nanjing            | 3.                 | 10.000 m Bahngehen | 42:14,11 min       |
| 2016               | U20-Weltmeisterschaften                        | Bydgoszcz          | 7.                 | 10.000 m Bahngehen | 41:29,28 min       |
| 2021               | Olympische Sommerspiele                        | Tokio              | 38.                | 20 km Gehen        | 1:28:23 h          |
| 2023               | Zentralamerika- und Karibikspielen             | San Salvador       | 3.                 | 20 km Gehen        | 1:23:09 h          |
| 2023               | Weltmeisterschaften                            | Budapest           | 25.                | 20 km Gehen        | 1:21:51 h          |
| 2024               | Olympische Sommerspiele                        | Paris              | 13.                | 20 km Gehen        | 1:20:19 h          |

## Persönliche Bestleistungen
- 10.000-m-Bahngehen: 40:01,26 min, 6. Mai 2017, Xalapa
- 10-km-Gehen: 40:20 min, 18. Dezember 2017, Tlaxcala
- 20-km-Gehen: 1:19:21 h, 18. Mai 2024, A Coruña